# Footprints Live!
Footprints Live!  è un album del sassofonista jazz Wayne Shorter pubblicato nel 2002. Si tratta del primo album registrato dal vivo in diversi jazz festival.
Le tracce 1, 2 e 6 sono state registrate il 20 luglio 2001 al Festival de jazz de Vitoria-Gastiz in Spagna. 
Le tracce 3, 5 e 7 sono state registrate il 24 luglio 2001 al Jardins Palais Longchamps a Marsiglia in Francia.
La traccia 8 è stata registrata il 14 luglio 2001 all'Umbria Jazz festival di  Perugia in Italia.
Tutti i brani sono stati scritti e arrangiati da Wayne Shorter tranne dove indicato diversamente. .

## Tracce
1. Sanctuary - 5:23
2. Masquelero - 8:26
3. Valse Triste - 8:00 (Jean Sibelius)
4. Go - 5:00
5. Aung SanSuu Kyi - 9:29
6. Footprints - 7:54
7. Atlantis - 8:26
8. JuJu - 10:36

## Formazione
- Wayne Shorter - sassofono  soprano e tenore
- Danilo Pérez - pianoforte
- John Patitucci – basso
- Brian Blade - percussioni